# Athribis (Baix Egipte)
|  | Per a altres significats, vegeu «Athribis». |

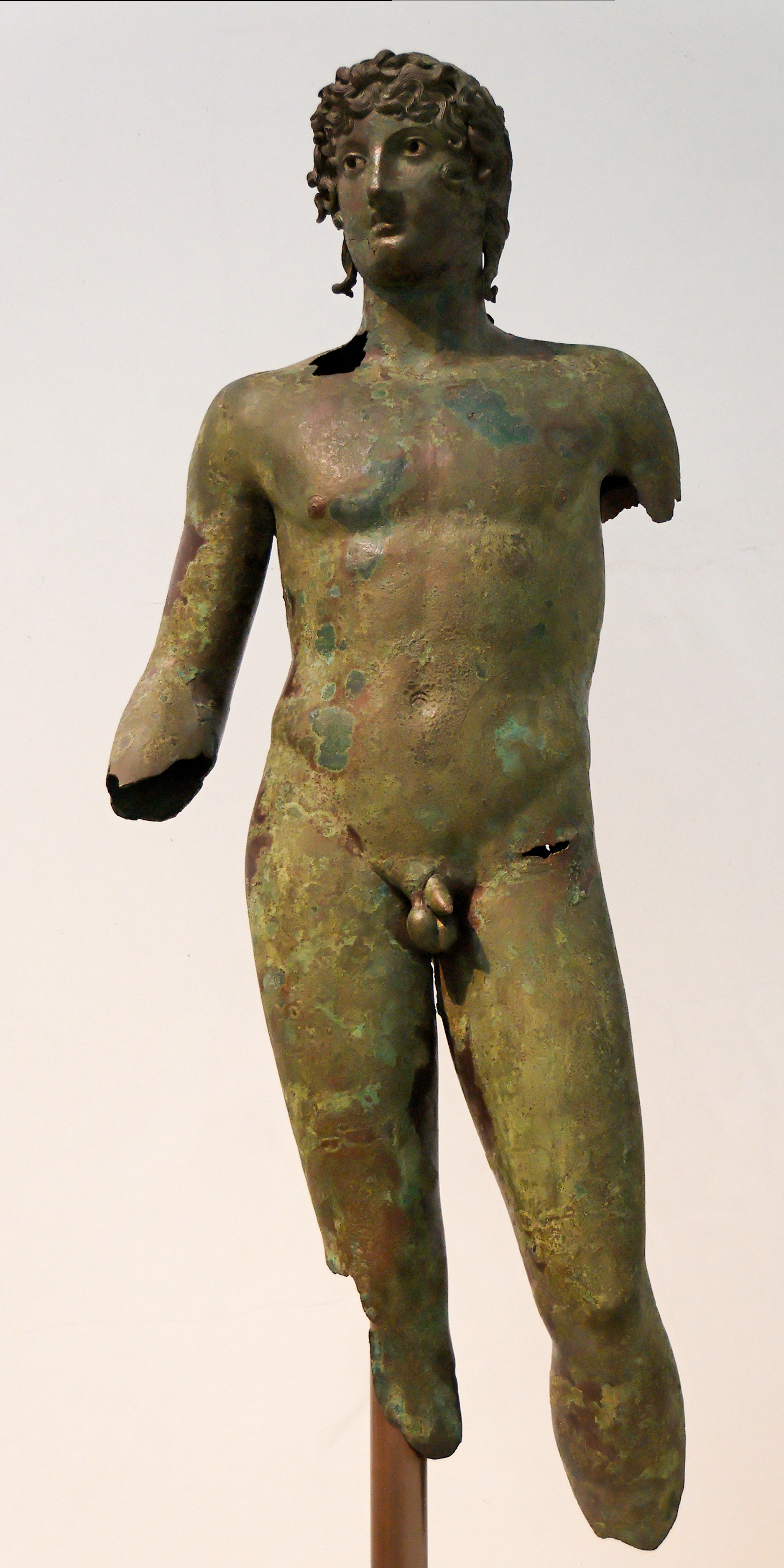
Estàtua de bronze trobada a Athribis

Athribis fou una antiga ciutat de l'antic Egipte, anomenada en egipci Hut Ta-Hery-ib (una altra ciutat de nom Athrebis o Hut-Repyt era a l'Alt Egipte). Nom copte: Athrebi. Fou capital del nomós X del Baix Egipte. La ciutat es troba a uns 40 km al nord del Caire, a la riba oriental de la branca Damiata del Nil. Va ser ocupada principalment durant les èpoques ptolemaica, romana i romana oriental.
El déu local era el déu cocodril Khentekhtai. Tenia un temple dedicat a Amasis i temples dels períodes hel·lènic i romà: el de Physkon, el més antic, fou construït per Ptolemeu Apió, que també va construir un segon temple; el temple d'Auletes fou construït per Ptolemeu X Alexandre I. Una tomba làgida és coneguda com a tomba del Zodíac perquè té pintats dos zodíacs, ricament acolorits, com a fons, i on són enterrats Mery-Hor i Mehyt, fills d'Ab-Pe-Many. A la ciutat, hi ha la tomba de la reina Takhub, la dona de Psamètic II, així com altres tombes de l'Imperi nou, i hi van fer construccions alguns faraons, especialment Amenhotep III, que va construir un temple que no s'ha conservat. Un temple de la dinastia XXVI fet per Ahmose II és el més antic que es conserva en part. El 1924, es van trobar joies de l'antic Imperi que són al Museu d'Antiguitats Egípcies. També es conserva un cementiri de l'època ptolemaica.
Es considera existent des l'antic Imperi, però les restes més antigues són de la dinastia XII. Fou el lloc de naixement de l'arquitecte Amenhotep, fill d'Hapu. Durant l'època romana, va pertànyer a la província Augustamnica secunda.
Com a restes cristianes, cal esmentar al nord-oest el temple blanc (Ad-Dayr Al Abyad Al-Bahari) organitzat per Shenute (segle v), que fou el més famós i important dels monestirs egipcis per la reputació del seu abat; el monestir fou cremat durant la conquesta persa el 619, però fou reconstruït i encara es conserva.
Correspon al turó de Tell Atrib, prop del llogaret de Kom Sidi Yussuf, a tocar de Benha, a un 70 km al nord del Caire, a la branca Damiata del Nil. Les ruïnes són conegudes com a Medinat Ashaysh. Actualment, s'estan fent excavacions per una missió arqueològica polonesa-egípcia dirigida pel Dr. Karol Mysliwiek.